# Swiag Pro Cycling Team
Das Swiag Pro Cycling Team war ein österreichisches Radsportteam.
Die Mannschaft wurde 2006 unter dem Namen „Team Swiag Teak“ als Continental Team gegründet. Manager war Michael Hoffmann, der von seinem Sportlichen Leiter Roland Wafler unterstützt wurde. Wafler war bis 2006 noch selbst Fahrer in der Mannschaft. Das Team wurde mit Fahrrädern der Marke Cannondale ausgestattet. Nach der Saison 2007 löste sich die Mannschaft auf.

## Saison 2007

### Erfolge in der Europe Tour
| Datum        | Rennen                           | Fahrer         |
| ------------ | -------------------------------- | -------------- |
| 5. Juni      | 1. Etappe Bałtyk-Karkonosze Tour | Martin Riška   |
| 24. Juni     | Kärnten Viper Grand Prix         | Martin Riška   |
| 1. Juli      | Slowakischer Straßenmeister      | Martin Riška   |
| 24. Juli     | 1. Etappe Ungarn-Rundfahrt       | Andrew Bradley |
| 28. Juli     | 5. Etappe Ungarn-Rundfahrt       | Martin Riška   |
| 24.–28. Juli | Gesamtwertung Ungarn-Rundfahrt   | Andrew Bradley |

## Team 2007

### Zugänge – Abgänge
| Zugänge            | Team 2006           | Abgänge               | Team 2007                               |
| ------------------ | ------------------- | --------------------- | --------------------------------------- |
| Andrew Bradley     | Aposport Krone Linz | Hans Peter Obwaller   | RC Arbö Resch & Frisch Gourmetfein Wels |
| Georg Lauscha      | Aposport Krone Linz | Mario Lexmüller       | RC Arbö Resch & Frisch Gourmetfein Wels |
| Petr Herman        | Aposport Krone Linz | Roland Wafler         | Karriereende                            |
| Jürgen Pauritsch   | Aposport Krone Linz | Andreas Drescher      | Unbekannt                               |
| Martin Riška       | PSK Whirlpool       | Daniel Egert          | Unbekannt                               |
| Michael Knopf      | Sava                | Christoph Tschellnigg | Unbekannt                               |
| Robel Tedros       | Neoprofi            | Andreas Legler        | Unbekannt                               |
| Wolfgang Wurnitsch | Neoprofi            |                       |                                         |
| Gerhard Trampusch  | Team Volksbank      |                       |                                         |

### Mannschaft
| Name                  | Geburtstag        | Nationalität | Team 2008                      |
| --------------------- | ----------------- | ------------ | ------------------------------ |
| Andrew Bradley        | 14. Juli 1982     | Österreich   | Gourmetfein Wels               |
| Norbert Dürauer       | 1. Februar 1986   | Österreich   | Tyrol-Team Radland Tirol       |
| Patrick Hackl         | 8. April 1985     | Österreich   | Niederösterreichische Radunion |
| Adam Homolka          | 12. Februar 1979  | Tschechien   | Bikesport Kärnten              |
| Petr Herman           | 1. Januar 1974    | Tschechien   |                                |
| Rok Jerse             | 16. März 1981     | Slowenien    |                                |
| Hermann Katzensteiner | 28. August 1968   | Österreich   | Karriereende                   |
| Michael Knopf         | 18. Juni 1980     | Österreich   | Arbo-KTM-Junker                |
| Georg Lauscha         | 1. September 1987 | Österreich   | Elk Haus-Simplon               |
| Jürgen Pauritsch      | 2. Mai 1977       | Österreich   | Orbea Graz                     |
| Martin Riška          | 18. Mai 1975      | Slowakei     | Gourmetfein Wels               |
| Ralph Scherzer        | 27. Oktober 1978  | Österreich   |                                |
| Uroš Silar            | 17. Juli 1978     | Slowenien    | Sava                           |
| Robel Tedros          | 7. Januar 1988    | Österreich   | Tyrol-Team Radland Tirol       |
| Gerhard Trampusch     | 11. August 1978   | Österreich   | Elk Haus-Simplon               |
| Wolfgang Wurnitsch    | 25. März 1981     | Österreich   | Union RC spapiestany.sk        |